# Iocaste (měsíc)
Iocaste (eye'-ə-kas'-tee, IPA: /ˌaɪəkæsti/; řecky Ιοκάστη) nebo též Jupiter XXIV, je retrográdní nepravidelný přirozený satelit Jupiteru. Byl objeven v roce 2000 skupinou astronomů z Havajské univerzity vedených Scottem S. Sheppardem a dostal prozatímní označení S/2000 J 3 platné do října 2002, kdy byl definitivně pojmenován po Iokasté, matce Oidipa v řecké mytologii.
Iocaste má v průměru asi ~5 km, jeho průměrná vzdálenost od Jupitera činí 21 272 000 km, obletí jej každých 609,4 dnů, s inklinací 147° k ekliptice (146° k Jupiterovu rovníku) a excentricitou 0,2874. Jeví se v šedých barvách (barevný index BV = 0,63, RV = 0,36), podobně jako planetky typu C. Iocaste patří do rodiny měsíců Ananke.